# Marylka H. Modjeska
Marylka H. Modjeska (1893–1966) foi uma artista americana conhecida pelas suas gravuras.
O seu trabalho encontra-se incluído nas coleções do Museu Smithsoniano de Arte Americana e do Art Institute of Chicago.